# بروبی
بروبی (به سوئدی: Broby) یک منطقهٔ مسکونی در سوئد است که در بخش اوسترایونگه واقع شده‌است. بروبی ۳٫۶۸ کیلومتر مربع مساحت و ۲٬۹۲۰ نفر جمعیت دارد.